# Pałac Ostankino
Pałac Ostankino ros. усадьба Останкино – zespół pałacowy z XVIII w. hrabiów Szeremietiewów w Moskwie, współcześnie muzeum państwowe.
Osada Ostankino, leżąca wówczas poza miastem Moskwą, znana jest od XVI w. i obejmowała chorom bojara Szczełkanowa, zabudowania gospodarcze oraz drewnianą cerkiew. W wieku następnym kolejni właściciele rozbudowali majątek, czyniąc z niego rezydencję wypoczynkowo - myśliwską, powstał park i sad, a w 1683 r. kamienna cerkiew w stylu naryszkińskiego baroku, która przetrwała do dziś. Na początku XVIII w. właścicielem Ostankina był Aleksiej Czerkaski. W roku 1743 majętność przejął Piotr Szeremietiew, jako posag żony. W tym czasie powstał przy sadzie zespół oranżerii. Po jego śmierci Ostankino przeszło w ręce Nikołaja Szeremietiewa, który postanowił przenieść tu swoją siedzibę z pałacu w Kuskowie. Stworzył on zachowany do dziś kompleks pałacowy w stylu klasycystycznym, budowę rozpoczęto w 1792 r., zakończono w 1795, a prace wykończeniowe w 1799. Pałac wzniesiono z drewna, ale fasady są otynkowane, upodabniając je do kamiennych. Ponieważ Nikołaj był wielkim miłośnikiem teatru i posiadał własny duży zespół teatralny, to integralną oraz ważną częścią wznoszonego pałacu stały się pomieszczenia teatralne, a premierowe przedstawienie miało miejsce w połowie 1795. Jako jedyny z osiemnastowiecznych teatrów Rosji przetrwał do dziś, łącznie z garderobami artystów i częściowo z maszynownią teatralną. Zarówno prace budowlane, jak i zdobnicze w pałacu prowadzili należący do hrabiego chłopi pańszczyźniani. Jednocześnie, w 1793 r., przystąpiono do powiększania ogrodów przypałacowych i stworzenia w nich ogrodu rozrywkowego, co ukończono w 1797. W wyniku rewolucji październikowej majątek Szeremietiewów w Ostankino, wraz z pałacem i parkiem, został przejęty na rzecz państwa i w roku 1918 w pałacu utworzono państwowe muzeum twórczości chłopów pańszczyźnianych. Muzeum objęło też 55 ha przyległego parku, a na terenie pozostałych 1000 ha terenów leśno-parkowych dawnego majątku w późniejszych latach utworzono ogród botaniczny Akademii Nauk ZSRR, park kultury i odpoczynku im. Feliksa Dzierżyńskiego oraz wszechzwiązkową wystawę rolniczą.  

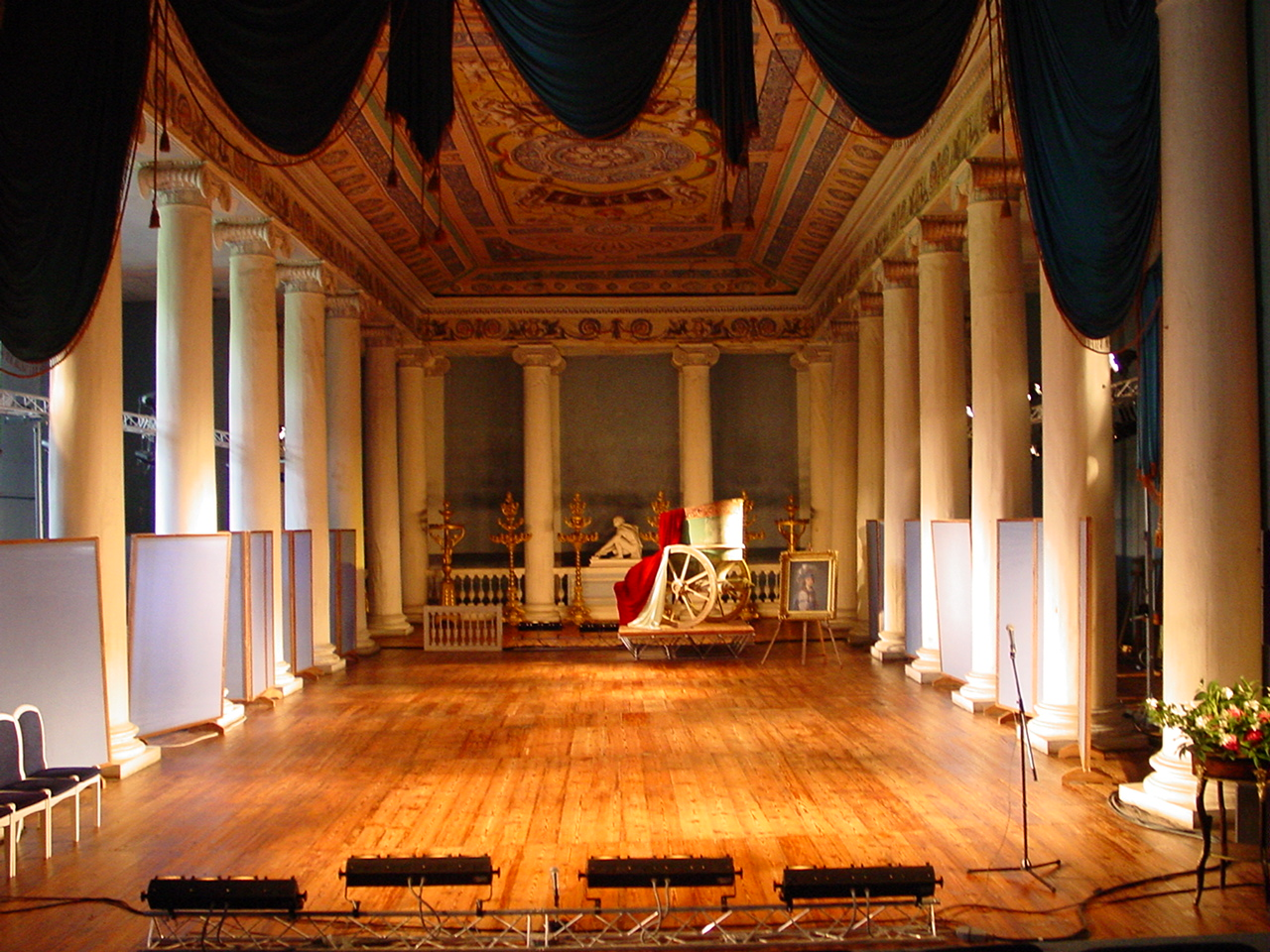
Sala teatru w pałacu Ostankino

Współcześnie pałac wraz z parkiem tworzy część państwowego muzeum, w skład którego wchodzi również kompleks pałacowy Kuskowo. 